# Džamija (Preljubište)
Džamija (makedonsky: Џамија, albánsky: Xhamia) je mešita ve vesnici Preljubište v Severní Makedonii.